# Powderfinger
I Powderfinger sono stati un gruppo musicale rock australiano originario di Brisbane e attivo dal 1989 al 2010.

## Storia del gruppo
Il gruppo è nato dai musicisti provenienti da tre gruppi diversi (The Eternal, The Vibrants e The Fossils) che si sono incontrati a Brisbane. Il gruppo prende il nome dalla canzone Powderfinger di Neil Young. 
Nel 1992 esordiscono con un EP eponimo autoprodotto. Il secondo EP viene distribuito dalla Polydor Records nel settembre '93. 
Nel 1994 esce il primo album Parables for Wooden Ears, prodotto da Tony Cohen.
Il secondo album Double Allergic, uscito nel settembre 1996 e prodotto da Tim Whitten, ha certificato il successo del gruppo che ha ottenuto cinque nomination agli ARIA Awards. Segue Internationalist (settembre 1998), album più sperimentale che viene certificato cinque volte disco di platino dalla Australian Recording Industry Association e che vince cinque ARIA Awards.
Dopo un EP acustico pubblicato nel 1999, nel 2000 esce il quarto album in studio, Odyssey Number Five, prodotto da Nick DiDia e pubblicato dalla Universal Music. 
Nel luglio 2003 è la volta di Vulture Street, che raggiunge un ulteriore successo di vendite e critica. Nell'ottobre 2004 viene pubblicata una raccolta di grandi successi che celebra il primo periodo di attività del gruppo (1994-2000).
Nel 2005 Bernard Fanning esordisce come solista.
Nel giugno 2007 viene pubblicato il sesto album in studio del gruppo, registrato a Los Angeles e prodotto da Rob Schnapf. Segue una versione con allegato un DVD dello stesso album.
Nel novembre 2009 esce Golden Rule, che segna il ritorno alla produzione di Nick DiDia come collaboratore del gruppo. Il gruppo si è sciolto nel 2010.
Nel novembre 2011 esce il secondo greatest hits del gruppo, che contiene tracce provenienti dagli ultimi tre album.

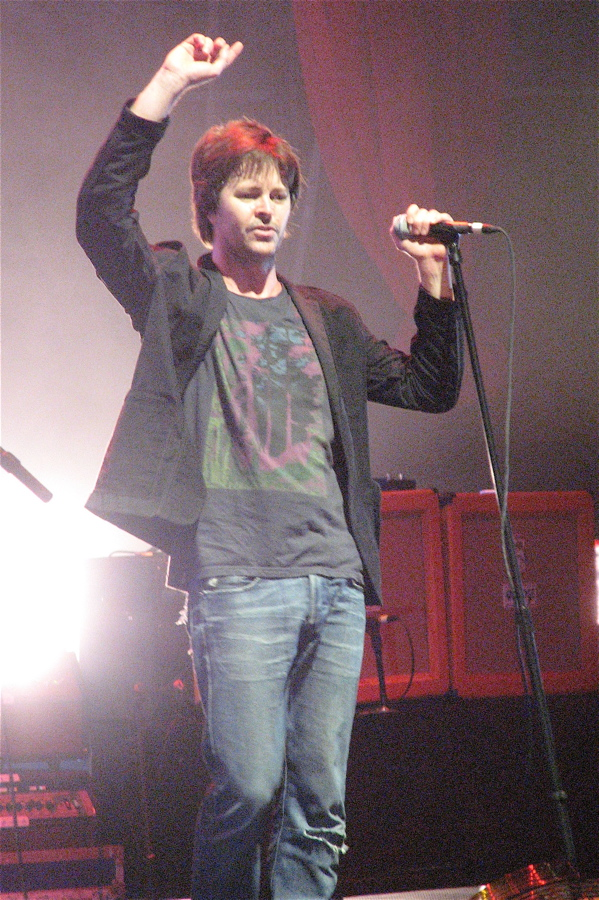
Bernard Fanning, frontman del gruppo

## Formazione
- Bernard Fanning - voce
- Darren Middleton - chitarra
- Ian Haug - chitarra
- John Collins - basso
- Jon Coghill - batteria
- Steven Bishop - batteria

## Discografia

### Album studio
- 1994 - Parables for Wooden Ears
- 1996 - Double Allergic
- 1998 - Internationalist
- 2000 - Odyssey Number Five
- 2003 - Vulture Street
- 2007 - Dream Days at the Hotel Existence
- 2009 - Golden Rule

### EP
- 1992 - Powderfinger
- 1993 - Transfusion
- 1995 - Mr Kneebone
- 1999 - The Triple M Acoustic Sessions
- 2008 - iTunes Live from Sydney
- 2020 - One Night Lonely

### Raccolte
- 2004 - Fingerprints: The Best of Powderfinger, 1994–2000
- 2009 - Seven Deadly Spins (boxset)
- 2011 - Footprints: The Best of Powderfinger, 2001–2011
- 2011 - Fingerprints & Footprints: Ultimate Collection
- 2020 - Unreleased (1998-2010)

### Live
- 2004 - These Days: Live in Concert
- 2007 - Across the Great Divide Tour
- 2010 - Sunsets Farewell Tour

## DVD
- 2007 - Across the Great Divide Tour
- 2010 - Sunsets Farewell Tour